# 铁锁乡
铁锁乡，是中华人民共和国云南省楚雄彝族自治州大姚县下辖的一个乡镇级行政单位。

## 行政区划
铁锁乡下辖以下地区：
铁锁村、杞拉么村、永河村、自碑么村、拉巴乍村和七棵树村。